# رگتا جاکارتا
رگتا جاکارتا (به لاتین: The Regatta Jakarta) یک آسمان‌خراش در اندونزی است که در جاکارتا واقع شده‌است.